# Joshua Dunkley-Smith

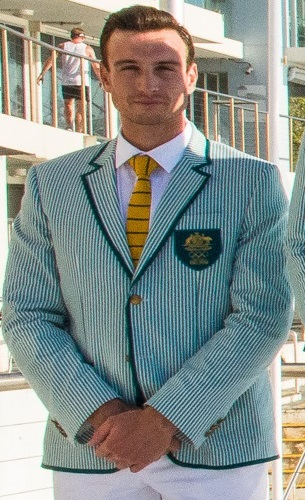
Joshua Dunkley-Smith, 2024

Joshua Dunkley-Smith (* 28. Juni 1989 in Melbourne) ist ein australischer Ruderer, der 2012 und 2016 Olympiazweiter mit dem Vierer ohne Steuermann war.

## Sportliche Karriere
Der Sohn der zweifachen Olympiateilnehmerin im Segeln, Addy Bucek, begann 2006 mit dem Rudersport. 2009 belegte er mit dem Achter den vierten Platz bei den U23-Weltmeisterschaften, bei den Weltmeisterschaften ohne Altersbeschränkung ruderte er mit dem Achter den siebten Platz. 2010 siegte Joshua Dunkley-Smith mit dem Vierer ohne Steuermann bei der Weltcup-Regatta in München. Bei den U23-Weltmeisterschaften gewann er mit dem Vierer die Bronzemedaille. In der Erwachsenenklasse erkämpfte er mit dem Achter Bronze bei den Weltmeisterschaften 2010. 2011 erhielt Dunkley-Smith mit dem Vierer in der Besetzung Samuel Loch, Drew Ginn, Nicholas Purnell und Joshua Dunkley-Smith eine weitere Bronzemedaille bei den Weltmeisterschaften 2011. Bei den Olympischen Spielen 2012 siegte der britische Vierer, dahinter erhielten William Lockwood, James Chapman, Drew Ginn und Joshua Dunkley-Smith die Silbermedaille.
2013 gewann der australische Vierer die ersten beiden Weltcup-Regatten und belegte beim dritten Rennen den zweiten Platz hinter dem US-Vierer. Bei den Weltmeisterschaften siegte der niederländische Vierer vor den Australiern mit William Lockwood, Alexander Lloyd, Spencer Turrin und Joshua Dunkley-Smith; der US-Vierer erhielt die Bronzemedaille. Bei den Weltmeisterschaften 2014 siegte der britische Vierer vor dem US-Boot, dahinter erhielten Fergus Pragnell, Dunkley-Smith, Turrin und Lloyd die Bronzemedaille. 2015 gewann der italienische Vierer den Titel bei den Weltmeisterschaften vor William Lockwood, Joshua Dunkley-Smith, Spencer Turrin und Alexander Hill. 2016 rückte Joshua Booth für Turrin in den Vierer, der hinter den Briten aber vor den Italienern die Silbermedaille bei den Olympischen Spielen 2016 erkämpfte.
Dunkley-Smith hält zudem mit 5:35,8 min die Weltbestzeit im 2000 m Ergometerrudern.
Der 1,94 m große Joshua Dunkley-Smith rudert für den Mercantile Rowing Club.